# 現代貨箱碼頭
現代貨箱碼頭有限公司（略称現代貨箱碼頭、現代貨箱、英語：Modern Terminals Limited、モダン・ターミナルズ、略称MTL）は、香港の一つコンテナターミナル会社である。葵青コンテナターミナルの中で約3分の1の市場を占めていて、香港の二番目に大きなコンテナターミナルである。
香港大手企業九龍倉集団の子会社として、現代貨箱の68%株式を所有されている。1969年に成立され、1972年に香港の最初のコンテナターミナルとして経営した。葵青コンテナターミナルにおいて、現在一、二、五、九（南）号ターミナルを運営している。
香港のビジネスだけではなく、中国大陸では珠江デルタにおける深圳蛇口港、赤湾港と大チャン湾碼頭、長江デルタにおける蘇州太倉港の株式も持っている。